# 茶泡飯

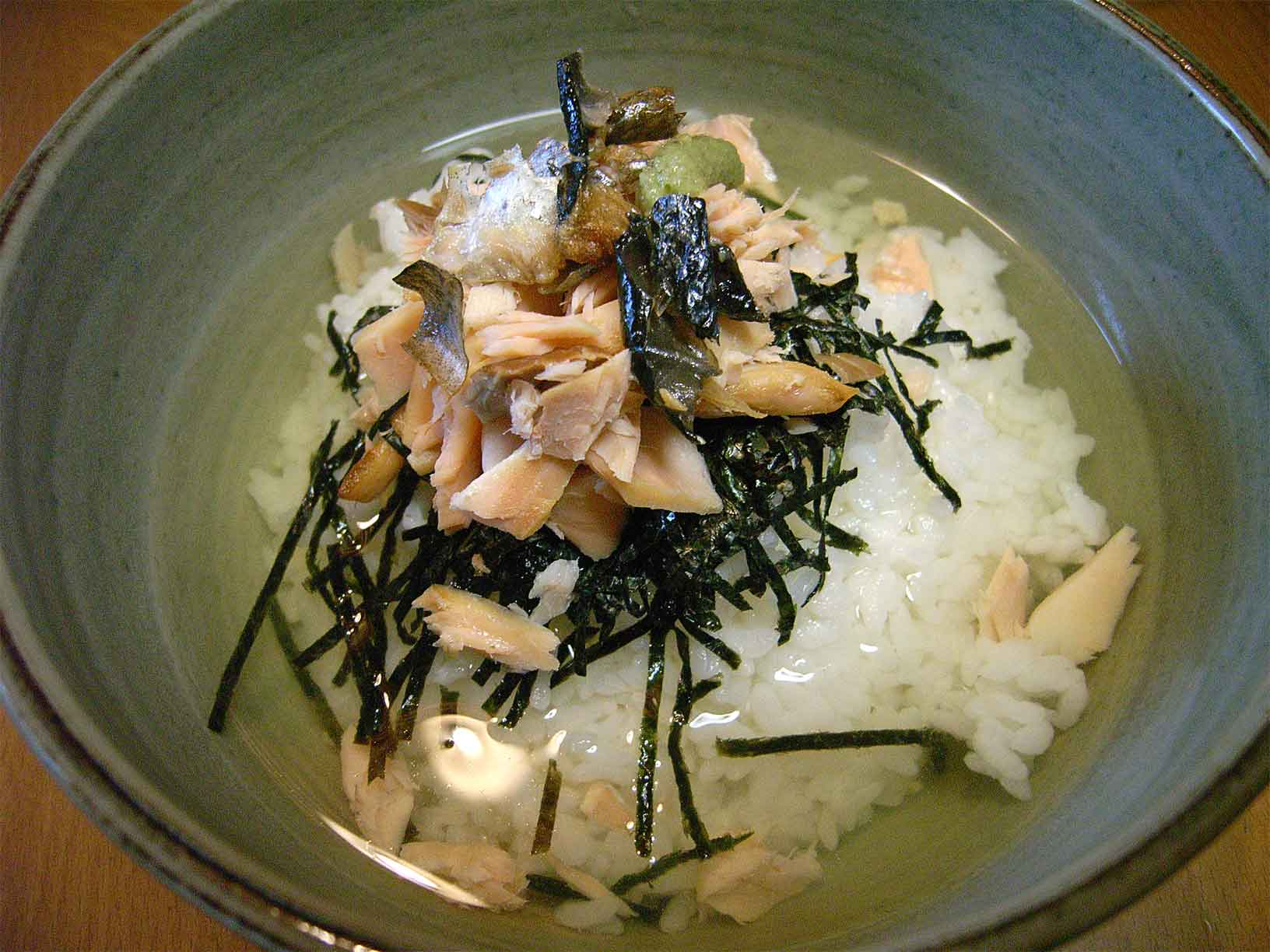
茶泡飯

茶泡飯（又譯茶漬飯），是一種將米飯和配料淋上茶或高湯一起食用的日式料理，是日本家庭的家常菜。

## 歷史

### 起源
相傳在戰亂紛迎的日本平安時代，士兵必須節約吃飯時間來行軍打仗，故此發明了將熱茶澆在冷飯上的吃法，連加熱米飯的時間也省去。後來這種吃法因其方便性而流傳開去。

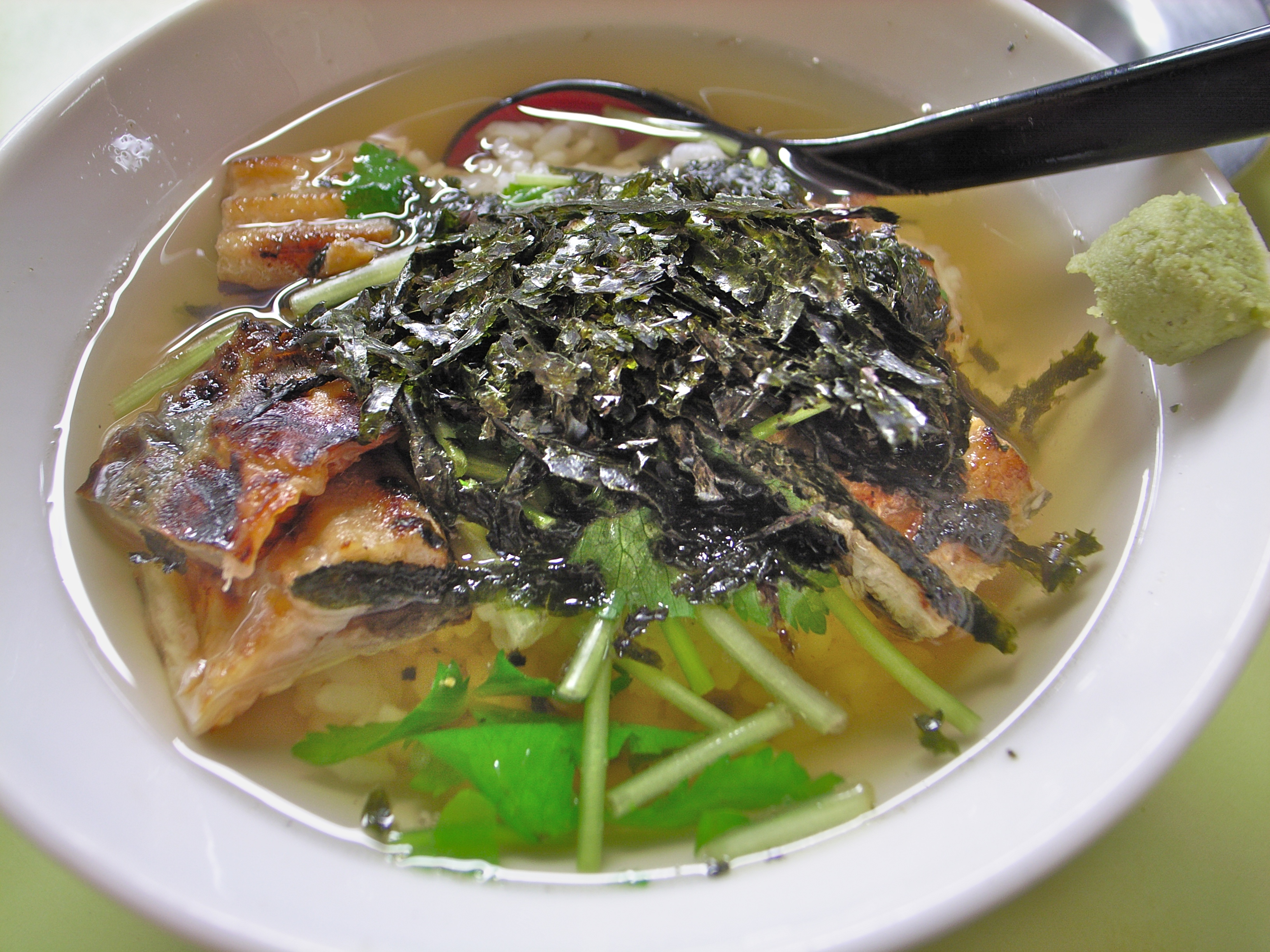
茶泡飯

信長公記中，記載在桶狹間之戰時，織田信長派遣的密探探明今川義元本陣所在，便下令小姓吹響法螺、準備茶泡飯，邊用膳邊穿鎧甲，之後便率兵出擊。
賤岳之戰中，敗北的柴田勝家路經臨陣脫逃的前田利家所在的府中城(現福井縣越前市)，進城歸還前田家的人質，並要利家好好跟隨秀吉，最後希望能吃一碗茶泡飯，利家親自下廚炊飯，最後目送柴田勝家返回北之庄城。
据说茶泡的开始是在江户时代中期之后，当时班茶和煎茶开始流行，茶成为平民的奢侈品。煎茶含有少许味精（鲜味成分），结合煎茶的独特香气，比洒上白水的热水更美味。然而，在老百姓中，把班茶放在上面是很常见的
据说，今天茶泡饭的直接起源是当时受雇于商人房屋的仆人（仆人）采用的一种饮食方法，以便在工作间隙极快地完成用餐。那时候仆人一天大部分时间都花在劳动上，吃饭时间也由上级管理，所以这种吃饭方式自然而然地出现了。

### 沖泡式
永谷園於1952年提出了「沖泡式茶泡飯」之構想並推出了「茶泡海苔」。這種商品是一個含有抹茶粉末與高湯粉末以及乾燥配料的小包裝，使用者拆封之後倒在白飯上並以熱水沖泡後變成為茶泡飯供食用。

## 常見料理
- 放入鮭魚肉的「鮭茶漬」（鮭魚茶泡飯）
- 放入梅子的「梅茶漬」（梅茶泡飯）
- 放入蔬菜的「野菜茶漬」（野菜泡飯）
- 放上鯛魚生魚片的「鯛茶漬」（鯛魚茶泡飯）
- 放上素燒的烤鰻魚的「鰻茶漬」（鰻魚茶泡飯）
- 放上天婦羅的「天茶漬」（天茶泡飯）
- 放入炸迦納魚的「迦納茶漬」（迦納魚泡飯）
- 只將白飯淋上熱水（日文稱之為「湯」）為「湯漬」（湯泡飯）

講究的店家會在飯上放上海苔絲，碗邊擱上一小塊山葵供客人調味。

## 類似料理
- 客家擂茶
- 长野县善光寺芳飯（又稱法飯，茶泡飯），源於室町时代末期。
- 鹿儿岛县奄美大島雞飯（鶏飯）
- 沖繩縣菜飯（菜飯）

## 逸聞
日本戰國時代大名北條氏康用餐時，看見嫡男北條氏政在吃茶泡飯時須重覆加茶水，便感嘆連吃飯時拿捏茶水份量這種小事都作不好，恐怕北條氏就要敗亡在氏政這一代，一語成讖。